# Ernst Eitner
Wilhelm Heinrich Ernst Eitner (* 30. August 1867 in Hamburg; † 28. August 1955 ebenda) war ein deutscher Maler des Impressionismus.

## Leben und Werk
Eitners Vater war ein aus Schlesien stammender Tischler, seine Mutter war Mecklenburgerin. Er besuchte die Volksschulen in Barmbek und Uhlenhorst. Er begann 1881 eine Lithografenlehre in Hamburg, war Volontär in einer Druckerei und bildete sich an der Kunstgewerbeschule am Steintor weiter, wo er Ludwig Dettmann kennenlernte. 1887 bekam er ein Stipendium der Stadt Hamburg für ein Studium an der Akademie in Karlsruhe bei Gustav Schönleber. Mit Schönleber erfolgte eine dreimonatige Studienreise an die ligurische Küste bei Camogli in Italien, an der er, Georg Burmester und vier weitere Schüler Schönlebers teilnahmen. Angeregt durch italienische Volkslieder, schlossen sich Eitner, Burmester und drei weitere Schüler Schönlebers zu der Gruppe Fratelli Pittori („Malerbrüder“) zusammen, um zu musizieren. Nach Auftritten in der Villa Schönleber folgten Engagements in den Städten der Umgebung, darunter Baden-Baden. Durch die Erfolge ermutigt, unternahm die Gruppe 1888 eine Studienreise nach Norwegen, die sie kostümiert mit musikalischen Auftritten finanzieren wollte. Der ursprüngliche gemeinsame Wunsch, bis ans Nordkap zu gelangen, scheiterte jedoch an Meinungsverschiedenheiten.
Ab 1890 malte Eitner öfter an der Kieler Förde. 1891 folgte ein erneuter Aufenthalt in der Künstlerkolonie Gothmund, wo er bereits nach dem Abbruch der Norwegenreise gearbeitet hatte. Für die jährliche Verlosung des Kunstvereins in Hamburg im Dezember 1891 erwarb der Kunstverein Eitners Aquarell Schlesw. Fischerdorf, für die Verlosung 1893 das Aquarell Blick auf Nürnberg und 1894 für eine Ausstellungslotterie das Aquarell Am Waldesrand. Ab 1892 studierte Eitner an den Akademien in Düsseldorf und Antwerpen, bei Albert (auch Albrecht) De Vriendt (1843–1900). Im selben Jahr erhielt er bei der III. Internationalen Ausstellung von Aquarellen, Pastellen, Handzeichnungen und Radierungen in Dresden eine Goldmedaille für beide oder eine der ausgestellten Gouache-Arbeiten. 1893 reiste er nach Dachau und München.
Im Sommer 1894 quartierte er sich zwecks gemeinsamer Freilichtmalstudien im Alstertal mit Arthur Illies in Michaelsens Gasthaus Zur Alsterschleuse in Wellingsbüttel ein. Auf Empfehlung Lichtwarks gesellten sich die Maler Paul Schroeter und Thomas Herbst zu ihnen. Nach einigen Wochen verlegten die Maler ihr Studiengebiet nach Fuhlsbüttel und bezogen Zimmer in der Gastwirtschaft Zum alten Posthause von Wilhelm Hinze am Ratsmühlendamm 21 (1938 abgerissen).

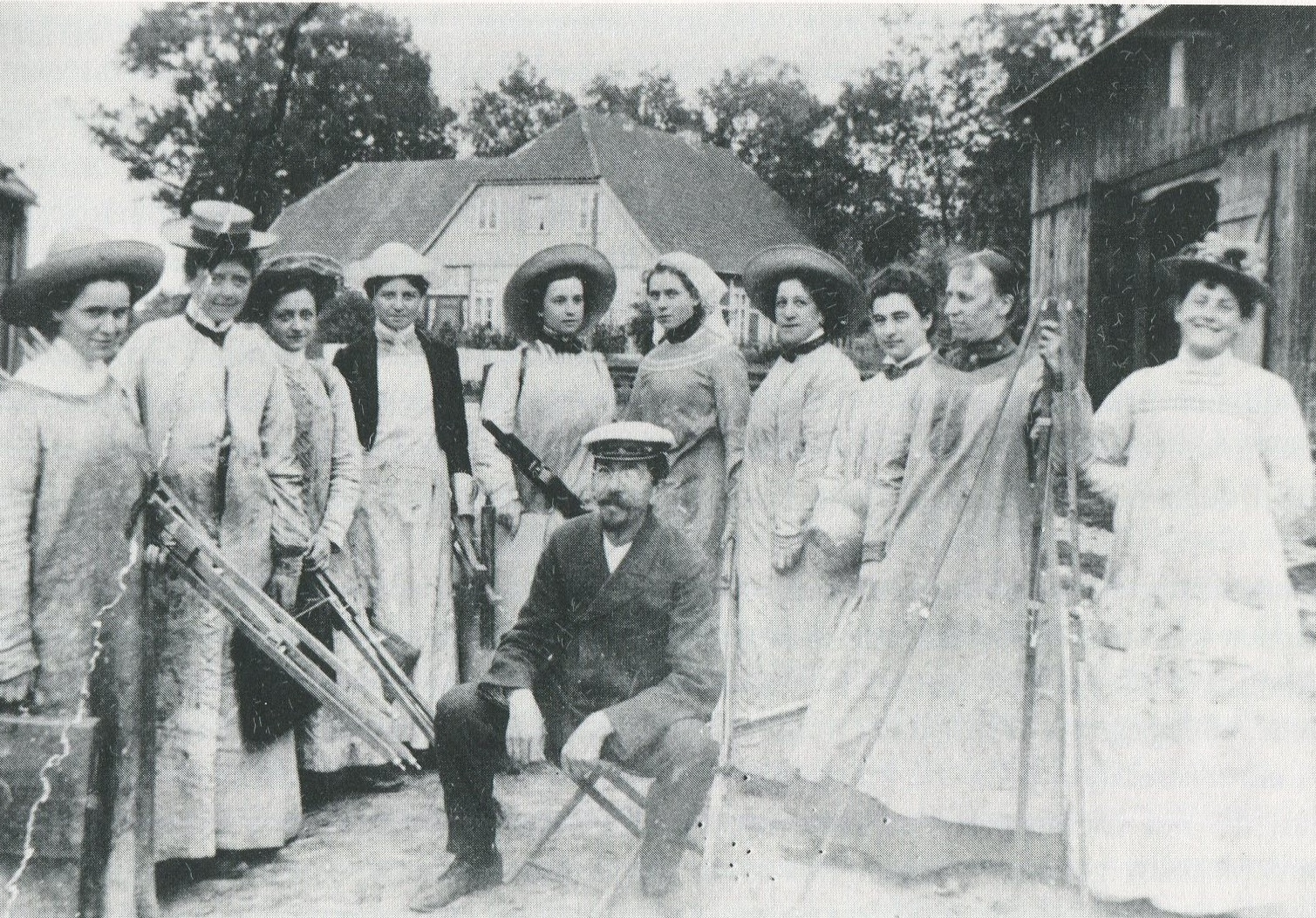
Ernst Eitner 1897 mit Schülerinnen der Malschule Röver auf Studienfahrt in Neustadt in Holstein. Vierte von rechts: Alma del Banco

Eitner unterrichtete ab 1894 fünfzehn Jahre lang an der Damenmalschule von Valeska Röver und der Nachfolgerin Gerda Koppel, wo er künstlerisch interessierten Frauen, die damals noch keine anerkannte Kunstakademie besuchen durften, die Malerei näherbrachte. Zu seinen Schülerinnen gehörten u. a. Alma del Banco, Lilla Pauline Emilie Gäde, Gertrud Jungnickel, Gerda Koppel, Hedwig Westphal (1884–1969, später Josephi-Westphal) und Gretchen Wohlwill. Zudem trat er 1894 der neugegründeten Schleswig-Holsteinischen Kunstgenossenschaft bei.
1895 wohnte Ernst Eitner einige Monate in Lübeck, um seiner Verlobten Antonia Bißling näher zu sein, die er dort am 12. November 1895 heiratete. Er zog mit ihr nach Hamburg-Billwerder. Aus der Ehe gingen die Kinder Georg (* 1899), Maria (* 1904) und Alexander (* 1908) hervor. 1896 gewann er den 1. Preis für den Plakatentwurf der Großen Kunstausstellung des Kunstvereins in Hamburg 1896.
1897 war Ernst Eitner mit Arthur Illies, Friedrich Schaper, Arthur Siebelist und anderen jungen Malern Mitbegründer des Hamburgischen Künstlerklubs und gehörte damit zu den von Alfred Lichtwark geförderten jungen Künstlern, mit denen der erste Direktor der Hamburger Kunsthalle nach dem Vorbild der französischen Impressionisten auch in Hamburg eine Freilichtmalerei-Schule schaffen wollte. Eitner und seine Kollegen folgten Lichtwarks Forderung an die einheimischen Künstler: „Meine Herren, malen Sie hamburgische Landschaft!“ Lichtwark erwarb mehrere Werke von Eitner für seine „Sammlung von Bildern aus Hamburg“ in der Kunsthalle, unter anderem das bekannte „Frühlingsbild“.

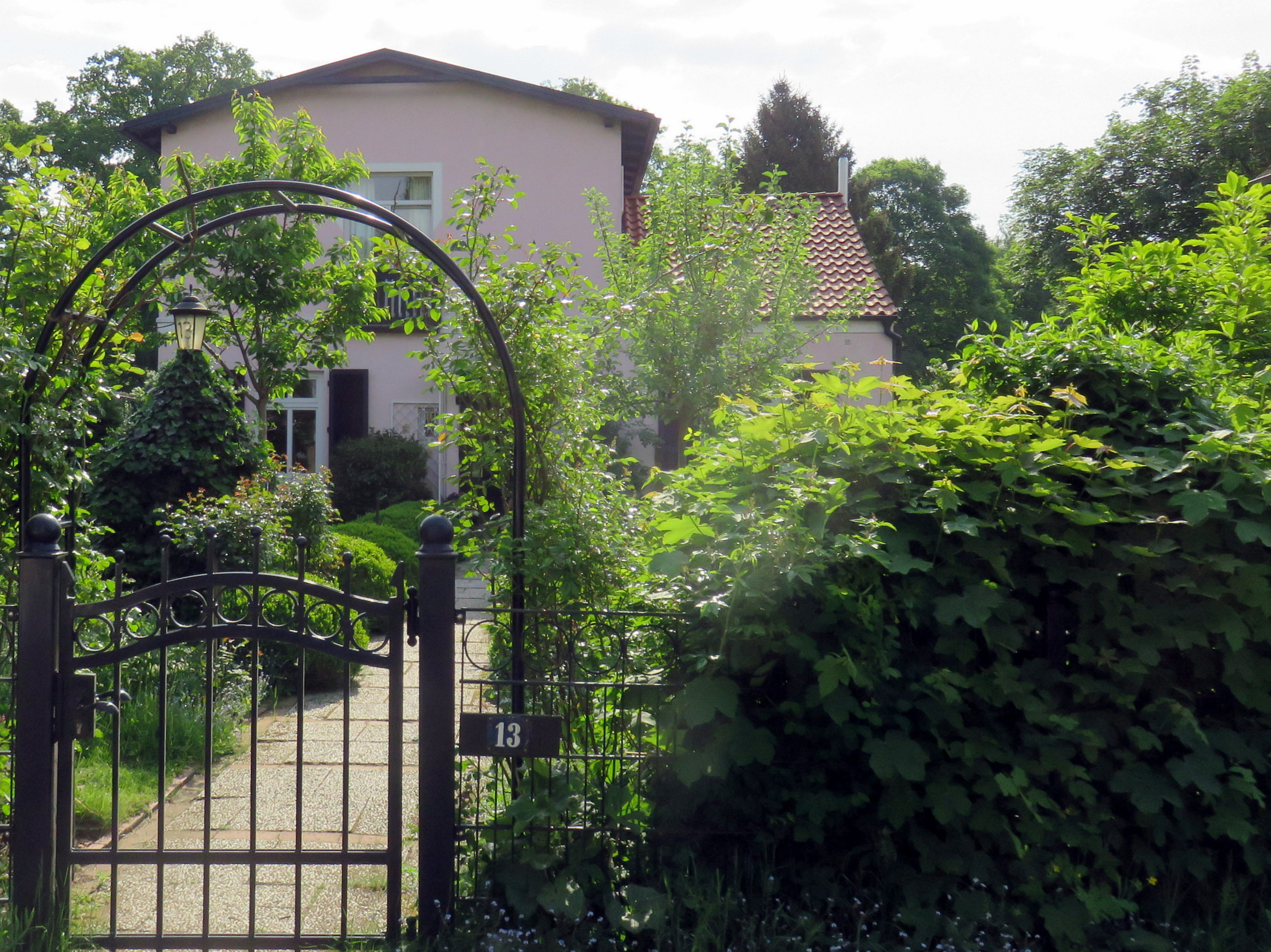
Eitners Wohnhaus in Hamburg-Hummelsbüttel

1900 reiste Ernst Eitner nach Paris. 1903 bezog er mit seiner Frau und seinem Sohn Georg sein nach eigenen Plänen gebautes Haus am Gnadenberg 13 in Hummelsbüttel. Etwa im Winter 1904/1905 konnte Georg Burmester ihn dazu gewinnen, in dessen sowie Fritz Stoltenbergs Akademische Mal- und Zeichenschule Stoltenberg-Burmester in Kiel Unterricht in Lithografieren zu geben, den auch andere Künstler der Schleswig-Holsteinischen Kunstgenossenschaft besuchten. Eine seiner dortigen Schülerinnen war Lilli Martius. Für die Vereinsverlosung im Dezember 1905 erwarb der Kunstverein in Hamburg Eitners Ölgemälde Vorfrühling, das Friedrich Bendixen gewann. 1906 gründete Eitner die Vereinigung für Kunstpflege in Hamburg. Für die Vereinsverlosung 1907 erwarb der Kunstverein in Hamburg Eitners Aquarell Bootshafen und für die Verlosung 1908 das Ölgemälde Außenalster. Ab dem Sommersemester 1906 oder 1907 bis zum Ende des Wintersemesters 1909 im Jahre 1910 gab er Kurse für Lehrer und Lehrerinnen sowie Frauen in verschiedenen Berufen im Fach Kopfzeichnen. Zudem gab er Kurse für Lithografie. Im Sommer 1907 folgte er zudem mit Arthur Illies der Einladung Georg Burmesters zu einem mehrmonatigen Aufenthalt in Heikendorf an der Kieler Förde. 1911 bereiste Eitner die Schweiz.
Um 1912 schloss er mit dem Kieler Arzt, Kunstsammler und Maler Paul Wassily Freundschaft, der mindestens 17 Werke von ihm besaß. Eitner war mit seiner Frau Toni in der Regel zweimal im Jahr für eine Woche bei ihm zu Gast. Dessen Buch der Malerfreunde und ein Gästebuch von ihm enthalten von Eitner rund 30 Einträge, die meistens mit anspruchsvollen Zeichnungen versehen worden sind. Ab 1913 wandte Eitner sich auf Anregung Lichtwarks, der die ländlichen Themen nicht mehr für zeitgemäß hielt, auch Großstadtthemen zu und malte beispielsweise Bilder vom U-Bahn-Bau.

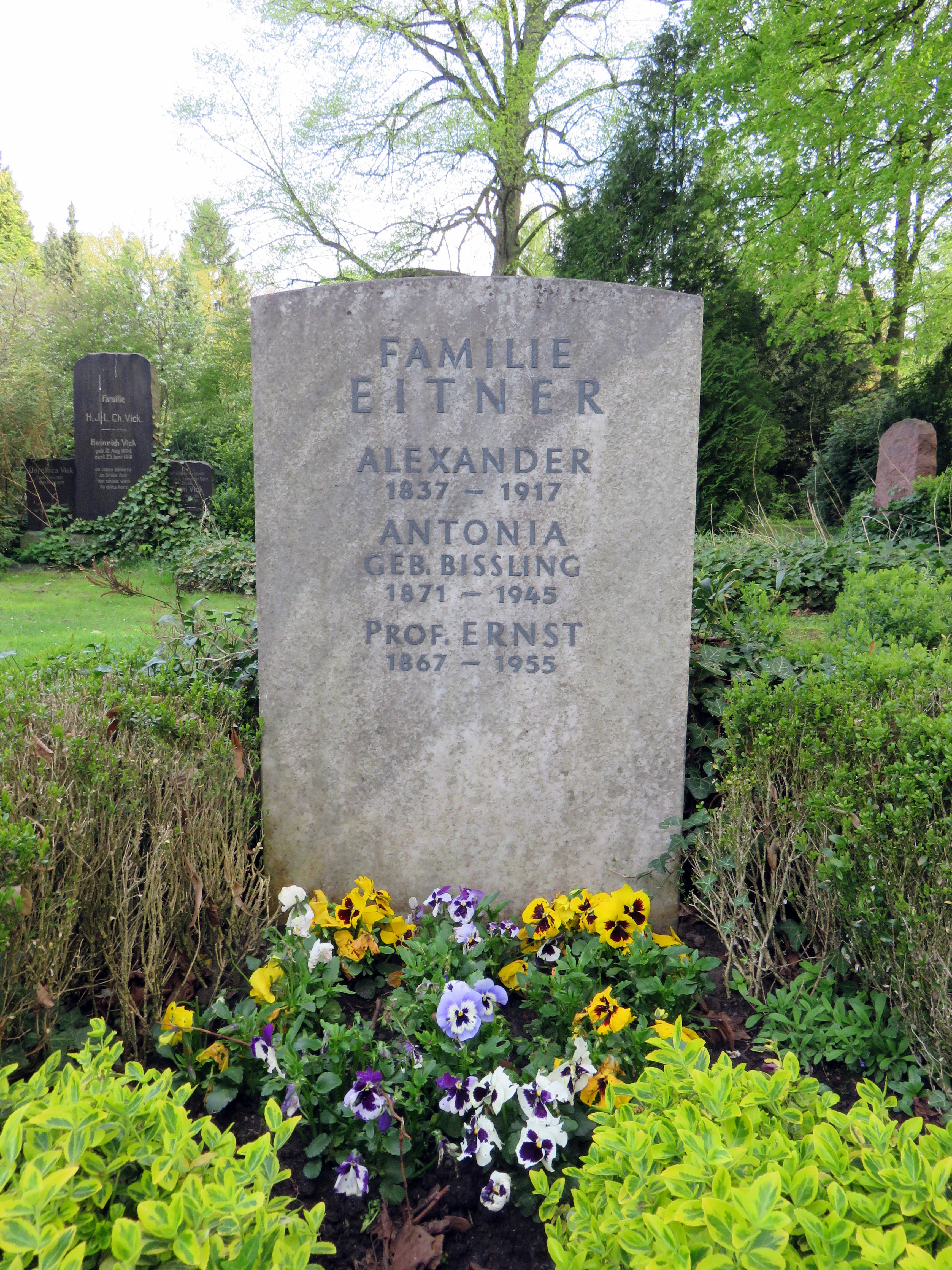
Grabstein von Ernst Eitner auf dem Friedhof Ohlsdorf

Der Hamburger Senat verlieh Ernst Eitner 1917 den Professorentitel. Im selben Jahr bereiste Eitner Italien, England, Sylt und Süddeutschland. Ab 1930 erschienen Druckgrafiken von ihm auch bei der Griffelkunst-Vereinigung Langenhorn (seit 2002 Griffelkunst-Vereinigung Hamburg). Seine Grafiken wurden dort achtmal ausgewählt (Wahl 22, 45, 55, 60, 64, 68, 97, 170). Ab 1942 erhielt er eine Ehrenrente vom Hamburger Senat. 1945 starb seine Frau. 1949 zog seine Tochter Maria Wolters mit ihrer Familie mit ins Haus. Ernst Eitner starb am 28. August 1955, zwei Tage vor seinem 88. Geburtstag. Er wurde auf dem Friedhof Ohlsdorf in Hamburg beigesetzt im Planquadrat K 17 gegenüber Kapelle 3.
Das Hamburger Publikum bezeichnete im ausgehenden 19. Jahrhundert die neue impressionistische Malerei empört als „Schmieralien“ und „Spinat mit Ei“, später wurde Eitner als „Monet des Nordens“ gerühmt. Unter diesem Titel eröffnete das Jenisch-Haus im Mai 2017 zum 150. Geburtstag eine Ausstellung über den Künstler.
Eitner war auch Mitglied im Hamburger Künstlerverein, im Deutschen Künstlerbund, in der Allgemeinen Deutschen Kunstgenossenschaft, in der Schleswig-Holsteinischen Kunstgenossenschaft, in der Vereinigung Nordwestdeutscher Künstler und im Hummelsbüttler Bürgerverein, der 1933 aufgelöst wurde. Er war unter anderem mit Werken in den Sammlungen von Eduard Arning, Ernst Juhl, Henry P. Newman, Ernst Rump, Gustav Schiefler, Paul Wassily, den er auch porträtierte, und Albert Wolffson vertreten. Weitere Schüler Eitners waren unter anderen Christian Andresen-Bundesgarder (1884–1978), Otto Illies und Willi Nass.
Ernst Eitner ist mit Werken unter anderem im Eitner-Haus seines Enkels, Patensohnes, Nachlassverwalters und jüngsten Sohnes seiner Tochter Maria, Ernst-Christian Wolters, in Hamburg-Hummelsbüttel vertreten, sowie in der Hamburger Kunsthalle, im Altonaer Museum in Hamburg, im Museum für Hamburgische Geschichte, im Museum für Kunst und Gewerbe Hamburg, in der Sammlung der Hamburger Sparkasse, in der Sammlung Mathias F. Hans in Hamburg, in der Sammlung von Helmut und Loki Schmidt in Hamburg-Langenhorn, in der Kunsthalle zu Kiel, in der Stadtgalerie Kiel, im Kieler Stadtmuseum Warleberger Hof, in der Schleswig-Holsteinischen Landesbibliothek in Kiel, im Museumsberg Flensburg, im Landesmuseum für Kunst und Kulturgeschichte auf Schloss Gottorf in Schleswig, im Nordsee Museum Husum Nissenhaus, im Lübecker Museum Behnhaus Drägerhaus, in der Kunsthalle St. Annen in Lübeck, in der Sammlung der Letter Stiftung, in der Manchester Art Gallery, wie auch in den Sammlungen der Luxus-Hotels Hotel Louis C. Jacob an der Elbe und Hotel Stadt Hamburg in Westerland auf Sylt.
Nach Ernst Eitner wurde 1965 der Eitnerweg in Hamburg-Hummelsbüttel benannt. Im August 2014 schenkte der Enkel Ernst-Christian Wolters dem Museum für Hamburgische Geschichte ein 144,5 × 99,5 cm großes Selbstporträt Eitners aus dem Jahre 1932, das diesen in seinem Um- und Arbeitsfeld zeigt.

## Rezeption
Am 16. Juli 2017 wurde eine Folge der Sendung Lieb & Teuer des NDR ausgestrahlt, die von Janin Ullmann moderiert und in Schloss Reinbek gedreht wurde. Darin wurde mit der Gemälde-Expertin Ariane Skora ein impressionistisches Ölgemälde, das zwei Fischer und eine Frau am Strand bei untergehender Sonne zeigt und von Ernst Eitner gemalt wurde, besprochen. Die Rückseite war ebenfalls bemalt, mit Blumen. Es folgte in der Sendung ein Besuch Janin Ullmanns bei Ernst-Christian Wolters, dem Enkel von Ernst Eitner, der in Ernst Eitners ehemaligem Haus lebt.
Am 24. September 2017 wurde eine Folge der Sendung Lieb & Teuer ausgestrahlt, die von Janin Ullmann moderiert und in Schloss Reinbek gedreht wurde. Darin wurde mit dem Kurator der Hamburger Kunsthalle Daniel Koep ein impressionistisches Ölgemälde mit dem Titel Alsterlust besprochen, das von Ernst Eitner in den 1930er Jahren gemalt wurde.
Am 3. Dezember 2017 wurde eine Folge der Sendung Lieb & Teuer ausgestrahlt, die von Janin Ullmann moderiert und in der Hamburger Kunsthalle gedreht wurde. Darin wurde mit dem Kurator der Hamburger Kunsthalle Markus Bertsch und dem Enkel Eitners, Ernst-Christian Wolters, ein Ölgemälde besprochen, dass Eitner in Lübeck malte und sein Enkel auf dem Dachboden wiederentdeckte. Es zeigt unter anderem eine Skulptur Johannes des Täufers und den Blick aus einem Fenster auf einen Teil des Heiligen-Geist-Hospitals in Lübeck.

## Werke (Auswahl)
- Schwestern in der Laube, um 1897
- Feldweg, um 1897
- Im Stall, um 1900
- Frühling, 1901 (Der Maler mit seiner Familie am Gartentisch)
- Selbstporträt, um 1905
- Abend an der Schlei, um 1905
- Deichstraße bei Cranz, 1905
- Lebensabend, 1906
- Eisgang auf der Elbe, um 1910
- Windmühle an der Elbe bei Brokdorf, 1910
- Dünenlandschaft auf Sylt, 1913

## Schülerinnen und Schüler (Auswahl)
| - Alma del Banco (1862–1943) - Gretchen Wohlwill (1878–1962) - Lilla Pauline Emilie Gäde (1852–1932) | - Gertrud Jungnickel (1870–1947) - Lilli Martius (1885–1976) - Gerda Koppel (1875–1941) | - Hedwig Josephi (1884–1969) - Otto Illies (1881–1959) - Willi Nass (1899–1966) |

## Ausstellungen (Auswahl)

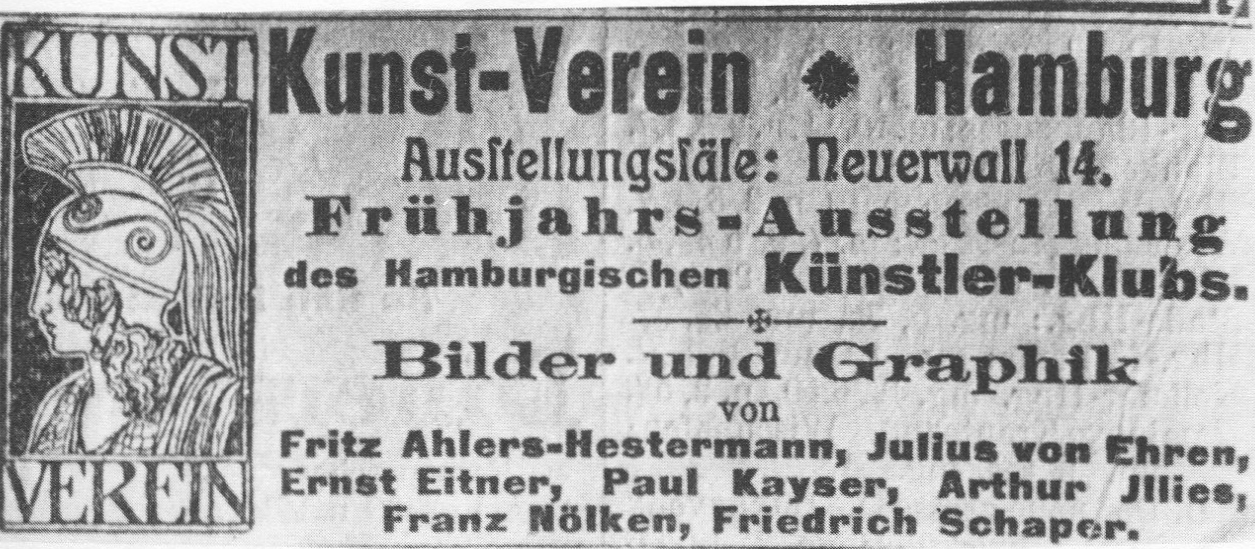
Ankündigung der Frühjahrsausstellung des Hamburgischen Künstlerclubs, 1907

- 1890: Münchener Jahresausstellung von Kunstwerken aller Nationen im Glaspalast – Aquarell: Kartoffelernte[30]
- 1890: II. Internationale Ausstellung von Aquarellen, Pastellen, Handzeichnungen und Radierungen, Dresden – Gouache und Aquarell: Una barca, Signore?,[31] Interieur[32]
- 1891: Münchener Jahresausstellung von Kunstwerken aller Nationen im Glaspalast – Ölgemälde: Dorfstraße in Norddeutschland.[33] Gouachen: Nebliger Morgen, Im Garten[34]
- 1892: VI. Internationale Kunstausstellung im Glaspalast, München – Ölgemälde: Morgen an der Schlei.[35] Gouache: Frühsonne[36]
- 1892: III. Internationale Ausstellung von Aquarellen, Pastellen, Handzeichnungen und Radierungen, Dresden – Gouachen: Nebliger Morgen, Im Garten[37]
- 1893: Münchener Jahresausstellung von Kunstwerken aller Nationen im Glaspalast – Ölgemälde: Nelken im Sonnenschein, Herbst.[38]
- 1894: Exposition nationale des beaux-arts, Société nationale des beaux-arts, Paris – Aquarell und Pastell: November[39]
- 1895: Große Berliner Kunstausstellung – Gemälde: Ein stiller Alsterwinkel[40]
- 1895: Internationale Kunstausstellung des Kunstverein in Hamburg in der Hamburger Kunsthalle[41]
- 1895: Ausstellung in der alten Kunsthalle in Kiel[42]
- 1896: Große Berliner Kunstausstellung – Gemälde: Vor der Hintertür[43]
- 1896: Internationale Kunstausstellung der Münchener Secession – Ölgemälde: Porträtstudie[44]
- 1897: Internationale Kunstausstellung Dresden – Ölgemälde: Bocciaspiel am Abend, Beim Lampenlicht[45]
- 1897: Ausstellung des Hamburgischen Künstlerklubs im Salon von Fritz Gurlitt, Berlin[46]
- 1897: Von 1897 bis 1907 mindestens zweimal im Jahr Ausstellungen mit den Hamburgischen Künstlerklub in der Galerie Commeter in Hamburg
- 1898: Ausstellung Hamburger Künstler des Kunstverein in Hamburg in der Hamburger Kunsthalle[47]
- 1898: Ausstellung von Künstler-Lithographien im Lichthofe des Kunstgewerbemuseums, Berlin[48]
- 1899: Deutsche Kunstausstellung Dresden – Ölgemälde: März, Interieur.[49] Grafik: Travefischer, Holzschnitt: Doppelbildnis, Lithografien: Weiblicher Kopf, Mein Heim, Alsterlandschaft[50]
- 1901: Internationale Kunstausstellung Dresden – Ölgemälde: Ankommende Fischer in Gothmund an der Trave, Die Klavierspielerin.[51] Radierung Babykopf, Steindruck Fischerhäuser, farbiger Holzschnitt Pachthof[52]
- 1905: Frühjahrsausstellung des Kunstverein in Hamburg in der Hamburger Kunsthalle[53]
- 1905: Große Berliner Kunstausstellung – Gemälde: Lebensabend, Interieur, Dorf im Schnee.[54] Zwei Radierungen und eine Lithografie[55]
- 1905: Einzelausstellung im Kaufhaus Wertheim in Berlin – Gemälde einer Frau mit Kind, Nacht, Bach im Winter und andere[56]
- 1906: Münchener Jahresausstellung im Glaspalast – Ölgemälde: Fischer an der Trave, Leichtes Gewölk, Vorfrühling[57]
- 1907: Große Berliner Kunstausstellung – Zeichnungen: 4 Landschaften, ein Bildnis, ein Doppelporträt, eine Studie. 2 Radierungen. Ölgemälde Frühling, Gärtnerei, Am Öresund, Herbst[58]
- 1907: Sonderausstellung des Hamburgischen Künstlerklubs, veranstaltet vom Kunstverein in Hamburg[59] – 10 Gemälde
- 1907: Ausstellung (Dezember) veranstaltet vom Kunstverein in Hamburg – 23 Gemälde[60]
- 1907: Münchener Jahresausstellung im Glaspalast – Ölgemälde: Winterstimmung, Dorf im Schnee, Winternachmittag[61]
- 1908: Große Berliner Kunstausstellung – Ölgemälde: Stürmisches Wetter, Letzte Sonne, Herbstmorgen in Stein.[62]
- 1908: Jubiläumsausstellung des Hamburger Künstlervereins, veranstaltet vom Kunstverein in Hamburg – 3 Gemälde
- 1908: (Dezember) Ausstellung veranstaltet vom Kunstverein in Hamburg – 2 Gemälde
- 1909: Ausstellung veranstaltet vom Kunstverein in Hamburg – 24 Gemälde
- 1909: Ausstellung des Hamburger Künstlervereins, veranstaltet von Kunstverein in Hamburg – 6 Gemälde und 3 Grafiken[63]
- 1909: Große Aquarellausstellung Dresden – Aquarelle: Azaleen,[64] Holsteinische Dorfkate[65]
- 1909: Ausstellung in der Kunsthalle zu Kiel[66]
- 1910: Ausstellung des Hamburger Künstlervereins, veranstaltet vom Kunstverein in Hamburg – 3 Gemälde[67]
- 1910: Münchener Jahresausstellung im Glaspalast – Ölgemälde: Winterstille, Rhododendron am Teich, Liegender Akt[68]
- 1910: Zwanzigste Kunstausstellung der Berliner Secession – Ölgemälde: Bach im Schnee[69]
- 1911: Große Berliner Kunstausstellung – Ölgemälde: Winterstille[70]
- 1911: Jubiläumsausstellung der Münchner Künstlergenossenschaft zu Ehren des 90. Geburtstages des Prinzregenten Luitpold von Bayern, Glaspalast, München – Ölgemälde: Februarstimmung, Herrnbildnis. Radierung Hamburger Dom, Linoliumschnitt Tauwetter, Radierung Dämmerung[71]
- 1911: Große Aquarellausstellung Dresden – Aquarelle: Vom Hamburger Dom,[72] Weiblicher Akt[73]
- 1911: Internationale Kunstausstellung in Rom
- 1912: Ausstellung von Werken Hamburger Künstler, veranstaltet vom Kunstverein in Hamburg – 3 Gemälde[74]
- 1912: Münchener Jahresausstellung im Glaspalast – Ölgemälde: Akt am Fenster, Wintersonne, In den Ferien[75]
- 1913: Niedersächsische Kunstausstellung in Stade – Gemälde: Winterabend, Kate mit blühendem Rotdorn, Hafen von Stade[76]
- Okt. 1913: Ausstellung veranstaltet vom Kunstverein in Hamburg – 18 Gemälde[77]
- Dez. 1913: Ausstellung Werke Hamburger Künstler veranstaltet vom Kunstverein in Hamburg – 2 Gemälde
- 1914: Biennale di Venezia
- 1914: Große Berliner Kunstausstellung – Aquarelle: Fischerdorf, Vorfrühling im Gebirge, Bach im Winter, Gebirgsbach, Kartoffelernte[78]
- 1914: (September–Oktober) Ausstellung veranstaltet vom Kunstverein in Hamburg – 9 Gemälde[79]
- 1914: (Oktober–November) Ausstellung Werke Hamburger Künstler, veranstaltet vom Kunstverein in Hamburg – 2 Gemälde
- 1915: Große Berliner Kunstausstellung – Grauer Tag am Teich[80]
- 1915: Weihnachtsmesse des Altonaer Künstlervereins im Altonaer Museum[81]
- 1916: Hamburger Künstlerverein, veranstaltet vom Kunstverein in Hamburg im Johanneum am Speersort – 4 Ölgemälde, 2 Aquarelle und eine Zeichnung[82]
- 1916: Große Berliner Kunstausstellung – Ölgemälde: An der Gartenpforte[83]
- 1917: Sonderausstellung des Hamburger Künstlervereins, veranstaltet vom Kunstverein in Hamburg – 4 Ölgemälde, 3 Aquarelle und ein Holzschnitt[84]
- 1918: Sonderausstellung des Hamburger Künstlervereins, veranstaltet vom Kunstverein in Hamburg – 3 Ölgemälde, ein Aquarell und 2 Zeichnungen[85]
- 1919: Ausstellung des Hamburger Künstlervereins, veranstaltet vom Kunstverein in Hamburg – 4 Ölgemälde und 4 Aquarelle[86]
- 1920: Frühjahrsausstellung der Hamburgischen Künstlerschaft – 6 Gemälde[87]
- 1921: Bildnis und Stilleben, veranstaltet vom Hamburger Künstlerverein, Hansa-Werkstätten, Hamburg[88]
- 1925: Weihnachtsausstellung des Hamburger Künstlervereins im Kunstsalon Langhagen & Harnisch am Gänsemarkt 6 – Ein Stillleben, Männlicher Akt (vor rotem Divan), Mädchenkopf (in grünem Mantel)[89]
- 1925: Weihnachtsmesse in Blankenese, Godeffroystraße 5 – Gemälde Winternacht im Dorfe[90]
- 1926: Weihnachtsausstellung des Hamburger Künstlervereins im Kunstsalon Maria Kunde im Bieberhaus[91]
- 1927: Hamburger Kunst – Hamburgische Künstlerschaft im Kunstverein in Hamburg, Hamburger Kunsthalle
- 1930: Jahreausstellung des Hamburger Künstler-Vereins im Kunstverein in Hamburg – Ölgemälde: Bildniss Frau E., Mittagsstille, An der Elbe bei Hitzacker, Pelikane im Zoo, Dorf im Frühling. Aquarell: Winter in Andermatt[92]
- 1932: Hundert-Jahr-Ausstellung des Hamburger Künstlervereins in der Hamburger Kunsthalle – Ölgemälde: Selbstbildnis (1932),[93] Zimmer. Aquarelle: Blick auf Passau, Am Inn bei Passau[94]
- 1935: Galerie Commeter, Hamburg[95]
- 1935: Frühjahrausstellung des Hamburger Künstlervereins im Kunstverein in Hamburg[96]
- 1936: Deutsche Graphik Schau, veranstaltet vom Kunstverein in Hamburg[97]
- 1937: Einzelausstellung anlässlich des 70. Geburtstages in der Galerie Commeter
- 1937: Einzelausstellung anlässlich des 70. Geburtstages in der Hamburger Kunsthalle
- 1938–1939: Ausstellung Hamburger Künstler, veranstaltet vom Kunstverein in Hamburg in der Hamburger Kunsthalle – Ölgemälde: Abendstunde[98]
- 1939: Ausstellung Der Hamburger Hafen, veranstaltet vom Kunstverein in Hamburg
- 1951: Allgemeine Hamburger Kunstausstellung, veranstaltet vom Kunstverein in Hamburg

Posthum
- 1982: Einzelausstellung in der Hamburgischen Landesbank in Zusammenarbeit mit dem Altonaer Museum – 96 Arbeiten
- 1993: „Das Licht des Nordens“ Skandinavische und norddeutsche Malerei zwischen 1870 und 1920, Altonaer Museum, Hamburg, Katalog White Public Relations Co. Ltd. ISBN 3-927637-15-7 Japanische Ausgabe ISBN 3-927637-14-9 Herausgeber Altonaer Museum in Hamburg Norddeutsches Landesmuseum, Hamburg
- 1993: „Das Licht des Nordens“ Ausstellung in Tokyo 22. Okt. und Nov. in Osaka, Jan. 94 Hokkaido, Feb. in Kumamoto
- 2003: Sylt in der Malerei, Galerie Herold, Kampen[99]
- 2005: Ernst Eitner (1867–1955) – Ein Hamburger Impressionist, Haspa Galerie, Großer Burstah, Hamburg
- 2010: „Impressionist Gardens“ Juli, National Galleries of Scotland, Edinburgh und ab Nov. Museo Thyssen-Bornemisza, Madrid mit dem Gemälde der Hamburger Kunsthalle „Frühling“ 1901 der Maler mit seiner Familie im Garten . Katalog The Trustees of the National Galleries of Scotland ISBN 978 1 906270 28 5
- 2010: Hamburger Ansichten. Maler sehen die Stadt. Hamburger Kunsthalle, Wienand Verlag ISBN 978-3-86832-018-3
- 2013: Einzelausstellung in der Kirche St. Marien, Hamburg-Fuhlsbüttel[100]
- 2012: „Lichtgestöber“ Der Winter im Impressionismus.Arp Museum Bahnhof Rolandseck Nov. 2012 - April 2013, Katalog Landes-Stiftung Arp Museum Bahnhof
- Rolandseck, Kerber Verlag, Bielefeld/Berlin, ISBN 978-3-86678-736-0
- 2013: Hamburger Künstler aus der Sammlung Mathias F. Hans im Stroganow-Palais des Staatlichen Russischen Museum in St. Petersburg – Ölgemälde Frühling (1901), Jungfernstieg in Hamburg (1899), Aquarell Blühende Wiesen an der Elbe (1894)[101]
- 2013: Hamburger Künstler (Begleitausstellung der Petersburger Ausstellung), Galerie Hans, Jungfernstieg 34[102]
- 2014: Von Liebermann bis Nolde – Impressionismus in Deutschland auf Papier, Altes Rathaus, Ingelheim am Rhein[103][104]
- 2014: Von Liebermann bis Nolde – Impressionismus in Deutschland auf Papier, Ernst-Barlach-Haus, Hamburg[105]
- 2015: Land und Leute – Streifzüge durch eine Hamburger Privatsammlung, Ernst-Barlach-Haus, Hamburg
- 2015: Motive von Thomas Herbst – gemalt von seinen Künstlerclubkollegen, Haspa Galerie, Großer Burstah, Hamburg[106]
- 2017: Ernst Eitner – zum 150. Geburtstag, Galerie Herold, Hamburg
- 2017: Ernst Eitner – Nacht und Nebel, Licht und Luft, Haspa Galerie, Hamburg
- 2017: Ernst Eitner – Monet des Nordens, Jenisch-Haus, Hamburg
- 2017: Hamburg Plaisir – Künstler sehen ihre Stadt, Felix Jud, Hamburg[107]
- 2017–2018: Alt-Hamburg – Ecke Neustadt – Ansichten einer Stadt um 1900, Museum für Hamburgische Geschichte[108]
- 2019: Hamburger Schule – Das 19. Jahrhundert neu entdeckt, Hamburger Kunsthalle – Ölgemälde: Der Besiegte (um 1900–1910, Inv.-Nr. HK 5765), Herbstlandschaft in Billwerder (vor 1900, Inv.-Nr. HK-1744)
- 2020–2021: Kanzlers Kunst – Die Sammlung Helmut und Loki Schmidt, Ernst-Barlach-Haus, Hamburg – Ölgemälde: Das Uhlenhorster Fährhaus am Abend (um 1900), Dampfer auf der Binnenalster (um 1905–1907), Herbstgarten in Billwerder. Kreidezeichnungen: Ufer, Wandse
- 2022: Einzelausstellung Ernst Eitner Impressionistische Landschaften . Katalog Herausgeber Stiftung Schloss Ahrensburg.
- 2022: „Inspiration Riesengebirge“ Zur Entwicklung einer Künstlerlandschaft im 19. und 20. Jahrhundert. Schlesisches Museum zu Görlitz . Herausgeber Katalog ISBN 978-3-9819999-9-0 Frau Dr. Johanna Brade.-

## Publikationen
- Kunst im Leben. In: Hamburgische Zeitschrift für Heimatkultur, Januar 1912, S. 4–5 (Digitalisat)
- Zur Einführung der Teefarben. In: Münchner kunsttechnische Blätter, 1913, S. 23 (Digitalisat)
- Drei kleine Überraschungen. In: Hamburgische Zeitschrift für Heimatkultur, Dezember 1913, S. 4 (Digitalisat)
- Helene Cramer. In: Hamburgische Zeitschrift für Heimatkultur, April 1916, S. 10 (Digitalisat)
- Valeska Röver zum 70. Geburtstag. In: Hamburgische Zeitschrift für Heimatkultur, Nr. 1, 1918, S. 30 (Digitalisat)
- Zu Friedrich Schaper's 50. Geburtstag. In: Hamburgische Zeitschrift für Heimatkultur, Heft 3/4, 1919, S. 17–18 (Digitalisat)
- Glückwunsch an Arthur Illies. In: Hamburgische Zeitschrift für Heimatkultur, Heft 1, 1920, S. 9–10 (Digitalisat)
- Professor Ernst Eitner und das Alstertal. In: Jahrbuch des Alstervereins, 1942, S. 9–11 (Digitalisat)

Illustrationen
- Hans Christian Andersen: Andersens Märchen und Geschichten. Guido Höller (Übersetzer), Ernst Eiter (Buchschmuck und Illustrationen). Verein für Kunstpflege (Hrsg.), Hamburg 1904.
- Anna Helms, Julius Blaschke: Bunte Tänze, Band 1. Ausgesetzt für Klavier von Wilhelm Koehler-Wümbach, Ernst Eitner (Deckelbild und Illustrationen). Verlag Friedrich Hofmeister, Leipzig 1912.
- Hermann Krumm und Fritz Stoltenberg (Hrsg.): Unsere meerumschlungene Nordmark. Ein Heimatbuch in Wort und Bild. Lipsius und Tischler, Kiel 1914, Band 1.
- Hermann Claudius: Licht muß wieder werden – Lieder. Ernst Eitner (Umschlagzeichnung). Alfred Janssen, Hamburg 1916.